# FK Metaloerg Skopje
FK Metaloerg Skopje (Macedonisch: ФК Металург) is een Macedonische voetbalclub uit de hoofdstad Skopje. De club is opgericht in 1964. De club degradeerde in 2016 uit de hoogste klasse en een jaar later ook uit de tweede klasse.

## Erelijst
- Macedonische beker

2011

## In Europa
#Q = #kwalificatieronde, T/U = Thuis/Uit, W = Wedstrijd, PUC = punten UEFA coëfficiënten .
Uitslagen vanuit gezichtspunt FK Metaloerg Skopje
| Seizoen | Competitie    | Ronde | Land                           | Club                    | Totaalscore | 1e W    | 2e W    | PUC |
| ------- | ------------- | ----- | ------------------------------ | ----------------------- | ----------- | ------- | ------- | --- |
| 2010/11 | Europa League | 1Q    | Vlag van Azerbeidzjan          | FK Qarabağ              | 2-5         | 1-4 (U) | 1-1 (T) | 0.5 |
| 2011/12 | Europa League | 2Q    | Vlag van Bulgarije             | Lokomotiv Sofia         | 2-3         | 0-0 (T) | 2-3 (U) | 0.5 |
| 2012/13 | Europa League | 1Q    | Vlag van Malta                 | Birkirkara FC           | 2-2 (u)     | 2-2 (U) | 0-0 (T) | 1.0 |
|         |               | 2Q    | Vlag van Polen                 | Ruch Chorzów            | 1-6         | 1-3 (U) | 0-3 (T) | 1.0 |
| 2013/14 | Europa League | 1Q    | Vlag van Azerbeidzjan          | FK Qarabağ              | 0-2         | 0-1 (T) | 0-1 (U) | 0.0 |
| 2014/15 | Europa League | 1Q    | Vlag van Andorra               | UE Santa Coloma         | 5-0         | 3-0 (U) | 2-0 (T) | 3.0 |
|         |               | 2Q    | Vlag van Bosnië en Herzegovina | FK Željezničar Sarajevo | 2-2 (u)     | 0-0 (T) | 2-2 (U) | 3.0 |
|         |               | 3Q    | Vlag van Cyprus                | Omonia Nicosia          | 0-4         | 0-3 (U) | 0-1 (T) | 3.0 |

Totaal aantal punten voor UEFA coëfficiënten: 5.0